# Matthias Kreck
Matthias Kreck (né le 22 juillet 1947 à Dillenburg) est un mathématicien allemand qui travaille dans les domaines de la topologie algébrique et de la topologie différentielle. De 1994 à 2002, il est directeur de l'Institut de recherches mathématiques d'Oberwolfach et d'octobre 2006 à septembre 2011, il est directeur du Centre Hausdorff pour les mathématiques à l'Université de Bonn, où il est professeur, émérite depuis 2014.

## Biographie
Kreck est le fils du théologien Walter Kreck (de) et grandit à Herborn, étudiant les mathématiques et la physique de 1966 à 1970, et l'administration des affaires aux universités de Bonn, Berlin et Ratisbonne. En 1970, il obtient son diplôme de mathématiques à Bonn et en 1972, il y obtient son doctorat sous la direction de Friedrich Hirzebruch, avec une thèse intitulée Un invariant pour les variétés à parallélisme stable. De 1972 à 1976, il étudie la théologie protestante à Bonn : dans une période similaire, il est également assistant de 1970 à 1976 du professeur Hirzebruch. En 1977, il termine son habilitation à Bonn en mathématiques, intitulée Bordism groups of difféomorphisms. En 1976, il devient professeur à l'Université de Wuppertal et en 1978, il rejoint l'Université de Mayence. De 1994 à 2002, il est directeur de l'Institut de recherches mathématiques d'Oberwolfach. En 1999, il devient professeur à l'Université de Heidelberg. De 2007 à octobre 2011, il est le directeur fondateur de l'Institut de recherche Hausdorff pour les mathématiques à l'Université de Bonn. En 1981/82 et de 1989 à 1992, il est professeur invité à l'Institut Max-Planck de mathématiques à Bonn. Il est également chercheur invité dans des lieux tels que Paris, Princeton, Berkeley, Chicago, Aarhus, Saint-Pétersbourg, Moscou et Pékin.
Kreck travaille sur la classification des variétés en topologie différentielle (par exemple les groupes de bordisme) 4-variétés avec une structure différentiable exotique et l'interaction de la géométrie différentielle et de la topologie. Dans son habilitation en 1977, il réussit la classification complète des variétés lisses fermées avec des difféomorphismes jusqu'au bordisme : un problème qui avait déjà été travaillé par René Thom, William Browder et Dennis Sullivan. S'appuyant sur ce travail, il développe une théorie modifiée de la chirurgie qui est applicable dans des conditions plus faibles que la chirurgie classique et il applique cette théorie pour résoudre des questions en suspens en géométrie différentielle. Dans les années 2000 (décennie), il examine des exemples de variétés topologiques asymétriques, trouvant le premier exemple d'une telle variété avec un groupe fondamental trivial.
De 1990 à 1998, il est rédacteur en chef de Mathematische Annalen et de 1998 à 2002 pour Archiv der Mathematik. Depuis 2000, il est membre de l'Académie des sciences de Heidelberg. En 2003, il est nommé docteur honoris causa de l'Université de Siegen. En 2010, il reçoit la médaille Cantor. En 2012, il assure la Conférence Gauss de la Société mathématique allemande.
Il est le directeur de thèse de Peter Teichner, actuellement directeur de l'Institut Max-Planck de mathématiques à Bonn.
En février 2011 à la suite du scandale du plagiat de Guttenberg, il lance une « déclaration des professeurs d'université sur les normes académiques »  et la pétition qui l'accompagne.

## Ouvrages
- Matthias Kreck, Differential algebraic topology : from stratifolds to exotic spheres, American Mathematical Society, 2010 (ISBN 978-0-8218-4898-2, OCLC 444109034)
- Matthias Kreck, Bordism of diffeomorphisms and related topics, Springer-Verlag, 1984 (ISBN 978-3-540-38912-5, OCLC 277186968)
- Exotic structures on 4-manifolds, annual report, DMV, Bd.88, 1986, pp. 124–145
- Matthias Kreck et Wolfgang Lück, The Novikov conjecture : geometry and algebra, Birkhäuser, 2005 (ISBN 3-7643-7141-2, OCLC 288229257)
- Matthias Kreck, Differential algebraic topology : from stratifolds to exotic spheres, American Mathematical Society, 2010 (ISBN 978-0-8218-4898-2, OCLC 444109034)
- Hambleton et Kreck, « On the classification of topological 4-manifolds with finite fundamental group », Mathematische Annalen, vol. 280, no 1,‎ 1988, p. 85–104 (DOI 10.1007/bf01474183, MR 928299, S2CID 122269475)
- Kreck, Lück et Teichner, « Counterexamples to the Kneser conjecture in dimension four », Commentarii Mathematici Helvetici, vol. 70, no 1,‎ 1995, p. 423–433 (DOI 10.1007/bf02566016, MR 1340102, S2CID 6538377)
- Kreck, « Surgery and duality », Annals of Mathematics, vol. 149, no 3,‎ 1999, p. 707–754 (DOI 10.2307/121071, JSTOR 121071, MR 1709301, S2CID 9433330)